# Akryláty

Strukturní vzorec akrylátového aniontu

Methylakrylát, akrylátový ester

Akryláty (systematický název propenoáty) je souhrnné označení pro soli, estery a konjugované zásady kyseliny akrylové a jejich derivátů. Akrylátový anion má vzorec CH2=CHCOO− a obecný vzorec akrylátových esterů je CH2=CHCOOR. V molekulách akrylátů se nachází vinylová skupina přímo navázaná na karbonylový uhlík. Akryláty patří mezi sloučeniny s dvěma funkčními skupinami; vinylová skupina jim umožňuje polymerizaci a karboxylová skupina mnoho dalších reakcí. K významným derivátům akrylátů patří methakryláty (CH2=C(CH3)CO2R) a kyanoakryláty (CH2=C(CN)CO2R).

## Použití
Akryláty a methakryláty (soli a estery kyseliny methakrylové) se používají jako monomery při výrobě plastů, protože snadno tvoří polymery. Je známo mnoho monomerů s akrylátovými funkčními skupinami.

## Výroba
Akrylátové estery se vyrábí reakcí kyseliny akrylové s příslušným alkoholem za přítomnosti katalyzátoru. Reakce s nižšími alkoholy (methanolem nebo ethanolem) probíhá při 100 až 120 °C s využitím heterogenní kyselé katalýzy. U vyšších alkoholů (jako jsou butanoly a 2-ethylhexan-1-ol) se používá homogenní katalyzátor, obvykle jde o kyselinu sírovou. Estery alkoholů s ještě vyšším počtem uhlíkových atomů se získávají transesterifikací nižších esterů za katalýzy ethoxidem titaničitým nebo organickými sloučeninami cínu.

## Výskyt
Akryláty se přirozeně vyskytují v některých druzích mořského fytoplanktonu jako obrana proti predátorům jako jsou prvoci. Při napadení enzym DMSP lyáza rozštěpí dimethylsulfoniopropionát (DMSP) na dimethylsulfid a akrylát.